# Renata Fast
Renata Fast (Hamilton, 6 de outubro de 1994) é uma jogadora de hóquei no gelo canadense. Ela era um membro do esquadrão Clarkson Golden Knights que conquistou o título do campeonato de hóquei no gelo feminino do National Collegiate de 2014. Ela fez sua estreia com a equipe nacional feminina de hóquei no gelo do Canadá na Copa das Nações de 2015, realizada de 4 a 8 de novembro em Sundsvall.
Ela competiu no Campeonato Mundial Feminino de 2017 em Plymouth, Michigan, perdendo na prorrogação para os Estados Unidos. Nos Jogos Olímpicos de Inverno de 2018 em Pequim, conquistou a medalha de prata e, nos Jogos Olímpicos de Inverno de 2022, o ouro no torneio feminino.